# Trachymene acerifolia
Trachymene acerifolia är en flockblommig växtart som beskrevs av C.Norman. Trachymene acerifolia ingår i släktet Trachymene och familjen flockblommiga växter. Inga underarter finns listade i Catalogue of Life.